# قرمز، سفید و آبی سلطنتی (فیلم)
قرمز، سفید و آبی سلطنتی (انگلیسی: Red, White & Royal Blue) یک فیلم کمدی رمانتیک آمریکایی محصول سال ۲۰۲۳ است به کارگردانی متیو لوپز و بر اساس رمانی به همین نام. داستان فیلم دربارهٔ پسر رئیس‌جمهور ایالات متحده (تیلور زاکار پرز) و یک شاهزاده بریتانیایی (نیکلاس گالیتزین) است که عاشق یکدیگر می‌شوند. کلیفتن کالینز جونیور، سارا شاهی، ریچل هیلسون، استیون فرای، آنیش شث و اوما تورمن در نقش‌های مکمل حضور دارند.
قرمز، سفید و آبی سلطنتی در ۲۲ ژوئیهٔ ۲۰۲۳ در بی‌اف‌آی آی‌مکس به نمایش درآمد و در ۱۱ اوت در آمازون پرایم ویدئو منتشر شد. این فیلم نقدهای عموماً مطلوبی از سوی منتقدان دریافت کرد.